# Unió Carlista
Unió Carlista va ser un partit polític espanyol fundat en 1978 per la Regència Nacional i Carlista d'Estella (RENACE), de Maurici de Sivatte, que s'oposava al franquisme des de posicions  tradicionalistes.
La proclamació de RENACE en 1958 va aconseguir arrossegar a la gran majoria del carlisme català, encara que no tingués gran impacte en la resta d'Espanya. No obstant això el moviment aviat va decaure, ja que la major part dels anomenats sivatistes, dirigits per Carles Feliu de Travy, acabarien tornant a 1964 a la Comunió Tradicionalista de Xavier de Borbó i Parma. Però hi va haver una minoria, fonamentalment localitzada a Catalunya, que no es va reintegrar en el carlisme oficial i va mantenir RENACE.
L'any 1978 RENACE crearia el partit Unió Carlista en col·laboració amb els últims octavistes basc-navarresos, entre els quals es trobava Carlos Ibáñez Quintana. El president del nou partit seria Alfonso Triviño de Villalain, mentre que el secretari general era Josep Maria Cusell Mallol. Un destacat militant d'Unió Carlista va ser el català Joan Casañas Balsells, que des de la mort el 1980 de Sivatte exerciria com a portaveu de la Regència d'Estella.
Unió Carlista, que va rebutjar la Constitució de 1978, es va integrar finalment en la Comunió Tradicionalista Carlista l'any 1986.